# Castillo de Villamalefa (kommunhuvudort)
Castillo de Villamalefa är en kommunhuvudort i Spanien.   Den ligger i provinsen Província de Castelló och regionen Valencia, i den östra delen av landet, 280 km öster om huvudstaden Madrid. Castillo de Villamalefa ligger 787 meter över havet och antalet invånare är 111.
Terrängen runt Castillo de Villamalefa är kuperad. Runt Castillo de Villamalefa är det mycket glesbefolkat, med 6 invånare per kvadratkilometer. Närmaste större samhälle är L'Alcora, 17,2 km öster om Castillo de Villamalefa. 